# Fernando Aguerre
Fernando Aguerre (Mar del Plata, 10 de junio de 1958) es un empresario y dirigente deportivo argentino, conocido principalmente por su rol como presidente de la Asociación Internacional de Surf (ISA). Ha desempeñado un papel fundamental en la inclusión del surf en los Juegos Olímpicos y ha contribuido significativamente al desarrollo y popularización del surf a nivel mundial.

## Biografía
Fernando Aguerre nació y se crio en Mar del Plata, Argentina. Desde joven, estuvo vinculado al surf debido a la influencia de la cultura de playa de su ciudad natal. Aguerre se graduó en Administración de Empresas en la Universidad Nacional de Mar del Plata.
En la década de 1980, Aguerre, junto a su hermano Santiago, fundó Reef, una marca de ropa y accesorios de surf que alcanzó reconocimiento internacional. La cual vendería al grupo VF Corporation por más de 187,7 millones de dólares americanos.
En 1994, Aguerre fue elegido presidente de la Asociación Internacional de Surf (ISA). Durante su presidencia, la ISA experimentó un crecimiento considerable, organizando campeonatos mundiales y promoviendo el surf en diversas regiones del mundo.
Uno de los logros más notables de Aguerre fue su papel en la inclusión del surf en los Juegos Olímpicos. Después de años de campañas y negociaciones, el surf fue incluido en el programa olímpico, debutando en los Juegos Olímpicos de Tokio 2020. Aguerre ha sido reconocido con varios premios, incluyendo el Waterman of the Year y el Spirit of Surfing Award, por su contribución al deporte.

### Activismo
Aguerre ha sido un defensor activo del medio ambiente y la conservación de los océanos, colaborando con diversas organizaciones para promover la sostenibilidad y la protección de los ecosistemas marinos. También ha participado como orador en conferencias y eventos internacionales relacionados con el surf y el medio ambiente.